# Xeicat d'Alawi
Alawi (Alluwi, derivat d'Ahl Ali) és una tribu del Iemen en el cami entre Aden i Sana passant per Qataba. La vila d'Al-Sawda o Al-Qasha, en mig d'una zona arida i desertíca, és l'únic poblet que cal esmentar.
La tribu va dependre dels Amiri de Dhala (que vivien al nord) dels que va esdevenir virtualment independent en el segle xix (1839). El 1895 el seu xeic va signar un tractat de protectorat amb els britànics i va constituir una de les entitats més petites del Protectorat Occidental d'Aden amb només uns 1500 habitants el 1961. Fou membre de la Federació d'Aràbia del Sud fins a la retirada britànica del 1967; llavors hi va imposar el control el govern marxista del Iemen del Sud, i tot i que la tribu va romandre en existència, els vincles tribals es van afluixar. Va formar part de la muhafazah (governació) II amb capital a Lahej. El 1991 el Iemen del Sud i del nord es van unir i a la reorganització administrativa es va integrar a la governació de Dhala.

## Xeics
- Shaif I al-Alawi 1800-1839
- Hilal ben Shaif al-Alawi 1839- ?
- Shaif II ben Shaif al-Alawi ?-1875
- Said ben Salih al-Alawi 1875-1892
- Shaif III ben Said al-Alawi 1892-1898
- Al-Husain ben Salih al-Alawi 1898
- Alí ben Nasir al-Alawi 1898-1920
- Abd al-Nabi ben Alí al-Alawi 1920-1925
- Muhsin ben Ali al-Alawi 1925-1940
- Salih ben Sayhil al-Alawi 1940-1967